# Green Card (USA)
 For alternative betydninger, se Green Card. (Se også artikler, som begynder med Green Card)
Green Card (United States Permanent Resident Card), er et ID-kort, som attesterer, at ihændehaveren, der ikke er amerikansk statsborger, har fået permanent ophold i USA.
Udstedelse af kortet bliver administreret af U.S. Citizenship and Immigration Services en afdeling af United States Department of Homeland Security.
Et Green Card kan erhverves ved ansøgning til lokale amerikanske ambassader eller ved lodtrækning.
Besiddelse af et Green Card betyder, at indehaveren bliver skattepligtig til USA, også selvom indehaveren opholder sig, eller arbejder, udenfor USA. Hvorvidt der skal betales skat beror dog på indholdet af en eventuel dobbeltbeskatningsoverenskomst mellem USA og det land, hvor Green Card indehaveren opholder sig eller arbejder, hvis ikke dette er i USA.